# Tilman Singer
Tilman Singer (nascut el 1988) és un cineasta alemany conegut per escriure i dirigir la pel·lícula de terror de 2018 Luz i el thriller de terror de 2024 Cuckooo.

## Carrera
Singer va començar la seva carrera com a director comercial i va assistir a l'Academy of Media Arts Cologne. Després de dirigir els curtmetratges The Events at Mr. Yamamoto's Alpine Residence i El fin del mundo, la seva pel·lícula de tesi sènior, Luz, va debutar al 68è Festival Internacional de Cinema de Berlín. L'any 2024, el seu segon llargmetratge Cuckoo es va estrenar al 74è Festival Internacional de Cinema de Berlín.

## Filmografia
| Any  | Títol                                         | Notes        | Ref.  |
| ---- | --------------------------------------------- | ------------ | ----- |
| 2014 | The Events at Mr. Yamamoto's Alpine Residence | Curtmetratge | [ 2 ] |
| 2016 | El fin del mundo                              | Curtmetratge | [ 2 ] |
| 2018 | Luz                                           | N/D          | [ 3 ] |
| 2024 | Cuckoo                                        | N/D          | [ 5 ] |

## Premis i nominacions
| Any  | Premi                                                     | Categoria                                   | Treball nominat | Resultat        | Ref.  |
| ---- | --------------------------------------------------------- | ------------------------------------------- | --------------- | --------------- | ----- |
| 2018 | Fantastic Fest                                            | Millor pel·lícula de terror                 | Luz             | Menció especial | [ 3 ] |
| 2018 | Festival de Cinema de Milà                                | Millor Llargmetratge                        | Luz             | Guanyador       | [ 3 ] |
| 2018 | BAFICI                                                    | Millor Llargmetratge - Avantguarda i Gènere | Luz             | Nominat         | [ 3 ] |
| 2020 | Fangoria Chainsaw Awards                                  | Millor pel·lícula internacional             | Luz             | Nominat         |       |
| 2024 | Festival Internacional de Cinema de Berlín                | Premi Teddy                                 | Cuckoo          | Nominat         | [ 6 ] |
| 2024 | Festival Internacional de Cinema Fantàstic de Brussel·les | Premi Corb de Plata                         | Cuckoo          | Guanyador       | [ 7 ] |
| 2024 | South by Southwest                                        | Narrative Spotlight                         | Cuckoo          | Nominat         | [ 8 ] |